# Callionymus curvicornis
 Callionymus curvicornis és una espècie de peix de la família dels cal·lionímids i de l'ordre dels cipriniformes que es troba al nord-oest del Pacífic.